# Mitja Ferenc
Mitja Ferenc (1960. március 21. –) szlovén történész.

## Életpályája
Édesapja,   a  veterán partizán  Tone Ferenc is történész volt. Modernkori történelmet tanult a Ljubljanai egyetemen, és ott diplomázott 1985-ben. 1999-ben doktorált és 2001-től a Ljubljanai egyetem történelem tanszékén docens, 2007-től professzor a Ljubljanai egyetemen. Délkelet-Európa 20. századi történetét tanítja.

## Munkássága
Több könyvet írt a szlovéniai németekről (Gottschee német közösség). 2000 óta tanulmányozza a partizánok által elkövetett bűntettek nyomán a második világháború végén létrejött tömegsírokat, Szlovénia területén. 2002 és 2004 között tagja volt a Szlovén állam által létrehozott bizottságnak amely a tömegsírokat vizsgálta. 290 tömegsírt dokumentáltak Szlovéniában.

## Főbb művei
- Franja Partisan Hospital (Ljubljana: Ministry of Culture, Cultural Heritage Office of Slovenia, 2002).
- Gottschee: the lost cultural heritage of the Gottscheer Germans (Louisville, CO: Gottscheer Heritage and Genealogy Association, 2001).
- Nekdanji nemški jezikovni otok na Kočevskem - Former German Linguistic Island in the Kočevje Region (Kočevje: Pokrajinski muzej, 2007).
- Prikrito in očem zakrito: prikrita grobišča 60 let po koncu druge svetovne vojne ("Hidden to the Eyes: Hidden Graves 60 Years After the End of World War Two") (Celje: Muzej novejše zgodovine, 2005).
- Prikrivena grobišta Hrvata u Republici Sloveniji - Hidden Graves of Croats in the Republic of Slovenia (Zagreb: Počasni bleiburški vod, 2007).